# سلم ع الحبايب (فلم)
سلم ع الحبايب  فيلم دراما غنائي مصري من إخراج وتأليف حلمي حليم عام 1958 وكتب السيناريو كامل التلمساني وكتب الحوار السيد بدير. الفيلم من بطولة صباح، أحمد رمزي، زينات صدقي، وعبد الفتاح القصري  وتدور الأحداث حول الطالب الجامعي فتحي، والعاشق للمغنية الشابة صباح ولكن يقف في طريقه رغبة حبيبته في الإستمرار في العمل الفني، وأيضا رغبة الممول وصاحب المسرح الطامع في الزواج منها.
صدر الفيلم إلى دور العرض المصرية في يناير 1958.
منح موقع قاعدة بيانات الأفلام على الإنترنت (IMDB) الفيلم درجة 7.1/ 10.
منح موقع قاعدة بيانات الأفلام العربية «السينما.كوم» الفيلم درجة 5.6/ 10.

## طاقم التمثيل
صباح: في دور صباح (مغنية شابة)
أحمد رمزي: في دور فتحي (طالب في السنة النهائية في كلية الزراعة)
زينات صدقي: في دور زنوبة (وصيفة صباح)
عبد الفتاح القصري: في دور المعلم بطيخ (ممول حفلات صباح)
محمد نبيه: في دور مصطفى (زميل فتحي في كلية الزراعة)
فردوس محمد: في دور والدة فتحي
رياض القصبجي: في دور بسطاويسي (حارس بيت أسرة فتحي الريفي)
محمود فرج: في دور دنجل (عامل الإضاءة في المسرح)
حسين إسماعيل: في دور رضوان (فلاح يساعد أثناء حادث السيارة)
محمود الزهيري: في دور متعهد حفلات غنائية
عبد المنعم إسماعيل: في دور بائع تذاكر الحفلة
عبد الغني النجدي: في دور بواب المسرح
كامل أنور: في دور رجل سكران من مشاهدي المسرح
منير الفنجري: في دور مقدم فقرات في المسرح
إحسان القلعاوي: في دور فتحية (عروس الفلاح مسعود)
نعمت مختار: في دور الراقصة
عبد المنعم سعودي: في دور المأذون
عبد المنعم بسيوني: في دور صحفي
طوسون معتمد: في دور فلاح 

## أحداث الفيلم
يذهب فتحي (أحمد رمزي)، الطالب بالسنة النهائية بكلية الزراعة، بصحبة زميله مصطفى (محمد نبيه) لمشاهدة المغنية صباح (صباح). يقوم المعلم بطيخ (عبد الفتاح القصري) بتمويل حفلات صباح ويطلب منها الزواج ولكنها تماطل. يلتقي فتحي بمعشوقته صباح في المسرح بعد معركة مع دنجل (محمود فرج) عامل إضاءة المسرح، وفي قاعة المسرح يهاجم فتحي رجل سكران (كامل أنور) من رواد المسرح كان يتغزل في صباح. توافق صباح على الخروج مع فتحي في نزهة في قارب حيث يعرض عليها الزواج ولكنها ترفض على الرغم من شعورها بعاطفة نحوه، ولكنها تقبل خطوبة المعلم بطيخ. يستمر فتحي في محاولة لقاء صباح ولكنها تحاول جاهدة رفض عاطفة فتحي وقبول الزواج من الشخص الذي يمهد لها طريق الشهرة والنجاح. يصطحب فتحي حبيبته ووصيفتها زنوبة (زينات صدقي) لزيارة بيت الأسرة الريفي في قرية بالفيوم، وهناك تقع زنوبة في حب حارس البيت بسطاويسي (رياض القصبجي) ولكنها تكتشف أنه متزوج فتبتعد عنه بعد أن يصرح بزواجه من ثلاثة سيدات وأنه أب لخمسة عشر من الأبناء وأبنه مسعود حفل زفافه الليلة، بينما يتحدث فتحي إلى صباح عن مشاريعه المستقبلية. في أثناء عودة فتحي وصباح وزنوبة تسقط سيارتهم في الترعة ويساعدهم رضوان (حسين إسماعيل) ويضطر الثلاثة للمبيت في البيت الريفي، وهناك يحضر الثلاثة حفل زفاف مسعود على فتحية (إحسان القلعاوي).
تعود صباح لتجد المعلم بطيخ يطلب منها الزواج، ولكنها تسمع عن نجاح وتخرج فتحي وهكذا ترفض الزواج من بطيخ، ويقوم «المحضر» بالحجز على كل ما تملكه. يطلب فتحي من والدته (فردوس محمد) الذهاب لطلب الزواج من صباح ولكنها تذهب بمفردها لتصارح صباح برفضها زواجها من فتحي، وتطلب منها إبعاد فتحي عنها كي لا يقاطعه كل أفراد أسرته. تقوم صباح بتنفيذ ما طلبته أم فتحي وتبعد عن فتحي الذي يغضب ويهاجم صباح في المسرح الجديد. يكتشف فتحي ما حدث بين والدته وصباح ويعود الحب ويتزوج فتحي من صباح.

## موسيقى وأغاني الفيلم
(1) تابلوه راقص
على موسيقى المولد  تأليف: أحمد فؤاد حسن
(2) شبيك لبيك انا ملك ايديك
كلمات: مرسى جميل عزيز – ألحان: محمد الموجى - غناء: صباح 
(3) يا حبيبى أنا يا حياتى أنا
كلمات: مرسى جميل عزيز – ألحان: محمد الموجى - غناء: صباح 
(4) بستاني يا بستاني
كلمات: مرسى جميل عزيز – ألحان: محمد الموجى - غناء: صباح
(5) الصبر يا مسكين
كلمات: مرسى جميل عزيز – ألحان: محمد الموجى - غناء: صباح 
تذاع في اللقطة الأولى للفيلم أغنية «مال الهوى يا أمه» التي كتبها مرسي جميل عزيز للمطربة نجاح سلام، وما كاد يكلف الملحن أحمد صدقي بتلحينها حتى فوجئ بسفر نجاح سلام إلى لبنان. عادت نجاح إلى مصر، وكانت قد نسيت هذه الأغنية. وقدم مرسي الاغنية للإذاعة وترك لهم حرية التصرف، وعهد لكمال الطويل حينها بتلحينها لتغنيها هدى سلطان. وما كاد الطويل يلحنها حتى انقطعت هدى سلطان عن الإذاعة لأسباب طارئة. عهد إلى محمد الموجي بتلحين الأغنية ولحنها الموجي وحفظت الراقصة نعيمة عاكف الأغنية وسافرت إلى أوروبا. توقفت الأغنية مدة أخرى طويلة حتى كاد مرسي أن ينسى أمرها مرة أخرى، وفي ليلة سمع صباح تغنيها في الإذاعة.

## استقبال الفيلم
نشر موقع «فيتو جيت» في يناير 2021: "كتب الصحفي الفنان حسن فؤاد  في مجلة صباح الخير عام 1958 يقول: كان عيوب الأفلام المصرية زمان تتلخص في إهمال الموضوعات والعمل على تسلية الجمهور أولا بالأغاني والرقصات والمواقف الكوميدية الضاحكة"، ويتابع المقال قائلاً: «رأيت فيلما قدمه المخرج حلمي حليم في محاولة لإحياء ذكرى هذه الأفلام فقدم فيلم» سلملي على الحبايب«لصباح وأحمد رمزي، وقصة الفيلم عبارة عن حوادث تقوم على المصادمات فيلم بلا هدف ولا موضوع مجرد أحداث للتسلية فقط»، ويوضح المقال رأيه فيقول: «صباح بطلة الفيلم كان تمثيلها عبارة عن عرض أزياء فقط، ولم تقدم إلا الأغاني بالرغم من ان الفيلم لا ينطبق عليه اللون الغنائي، وباقي الممثلين قدموا أدوارهم المعروفة. ولا أدرى لماذا يبعث مخرج كبير الذكريات المريرة من مرقدها، فهذه النوعية من الأفلام تجعل الإنسان يترحم على عهد أنور وجدي الذي قدم الكوميديا الغنائية بأفكار جديدة وموضوعات مبتكرة حاول بها أن يجعل من السينما أداة للتسلية والإمتاع.»
كتب موقع مصراوي عن الموسيقار محمد عبد الوهاب وإستماعه لألحان بليغ حمدي في جلسات خاصة ثم يخرجها عبد الوهاب سريعاً في هيئة أغاني جديدة له، تسجل وتذاع، قبل أن ينجح بليغ، في تسجيلها لمن يغنيها، واستدل المقال على ذلك من كتاب المؤلف أيمن الحكيم «موال الشجن.. سيرة وأوراق وألحان بليغ حمدي» وكتب: «عندما كانت صباح تمثل فيلما من إخراج حلمي حليم اسمه (سلم لي ع الحبايب) وكان بليغ قد لحن لها في أغنية من الفيلم اسمها (قول له الحقيقة أبوعيون جريئة) من كلمات مرسي جميل عزيز، وعزفها بليغ على العود لعبد الوهاب، بعد دعوة غداء، ولم تمضِ سوى أيام قليلة، حتى كانت فايزة أحمد تغني لحنا قريبا من لحن بليغ حمدي، أعطاه له محمد عبد الوهاب، من كلمات الشاعر حسين السيد، وهو» بريئة بريئة قولوا له الحقيقة"، فاستغنى المخرج حلمي حليم عن ضم أغنية صباح بالفيلم، حتى وإن كانت كلمات الأغنية نفسها انتقلت إلى عبد الحليم حافظ ليغنيها عام 1958 في فيلم شارع الحب  لكن بدون لحن بليغ حمدي لحنها الموسيقار كمال الطويل."

## وصلات خارجية
- مقالات تستعمل روابط فنية بلا صلة مع ويكي بيانات
- سلم ع الحبايب على موقع الدهليز